# Hôtel Transylvanie : Changements monstres
Pour les articles homonymes, voir Transylvanie.
Série Hôtel Transylvanie
Hôtel Transylvanie 3 : Des vacances monstrueuses
(2018) Motel Transylvania
(2025)
Pour plus de détails, voir Fiche technique et Distribution.
Hôtel Transylvanie : Changements monstres ou Hôtel Transylvanie : Transformanie au Québec (Hotel Transylvania: Transformania) est un film d'animation américain réalisé par Derek Drymon et Jennifer Kluska et sorti en 2022. Il fait suite à Hôtel Transylvanie (2012), Hôtel Transylvanie 2 (2015) et Hôtel Transylvanie 3 : Des vacances monstrueuses (2018).
Le film débute dix ans après sa rencontre avec Mavis. Johnny est dépité car, en plus d'avoir gâché la fête d'anniversaire de son beau-père le comte Dracula, il pense qu'il ne l'aime pas car il n'est pas un monstre. Le professeur Abraham Van Helsing, ressuscité après les évènements du film précédent, est devenu sympathique et tolérant. Il aide Johnny avec un rayon X fonctionnant avec un cristal "monstificateur". Il réussit à le transformer en dragon. Mais le rayon est dévié, touche plusieurs monstres présents à l'hôtel, y compris Dracula, et les transforme en humains. Le cristal du rayon étant cassé, le comte et Johnny se mettent à la recherche d'un nouveau cristal "monstificateur" en Amazonie. C'est alors que le professeur Van Helsing découvre que la mutation ne s'arrête que lorsque l'individu n'est plus qu'une bête sans cervelle qui ne cherche qu'à tout dévorer.

## Synopsis
En 2022, lors de la célébration du 125e anniversaire de l'hôtel Transylvanie, Johnny organise les festivités de l'hôtel appartenant à son beau-père. Mais son organisation vire au chaos sous les yeux du comte Dracula, dépité.
Mavis, sa fille, sait que l’annonce de Dracula sera de prendre sa retraite avec sa deuxième épouse, la capitaine Ericka, et de transmettre l'hôtel à elle et à Johnny. Johnny raconte avec enthousiasme au comte ses plans pour rénover l'hôtel. Craignant que Johnny ne ruine l'hôtel, le comte lui ment en lui disant qu'il a signé en 1897 une "loi sur l'immobilier monstre" qui ne permet qu'aux monstres de posséder une demeure créée par un monstre. Mavis deviendra alors la propriétaire de l'hôtel, mais pas son mari. Johnny est déçu et se sent discriminé.
Le professeur Abraham Van Helsing décide d'aider Johnny, afin de se faire pardonner auprès de lui pour les crimes qu'il a autrefois commis, en utilisant un rayon X. Il transforme les humains en monstres et vice-versa. Après l'avoir testé avec succès sur son cobaye Gigi, le professeur l'utilise sur Johnny qui se transforme en dragon.
En apprenant que Johnny est maintenant un monstre, Dracula est fou de rage et essaie de le ramener à la normale, mais se transforme accidentellement en humain et brise le cristal du rayon. Van Helsing, embarrassé, explique à Dracula et Johnny qu'ils peuvent encore revenir à la normale en obtenant un nouveau cristal qui se trouve dans la grotte de la réflexion en Amérique du Sud, alors le comte et Johnny acceptent et partent incognito en Amazonie.
Les cinq meilleurs amis de Dracula, Frank, Wayne, Griffin, Murray, et Blobby, au courant de la transformation de Drac et de Johnny, deviennent à leur tour humains après avoir bu une boisson contenant des traces de rayons, sauf Blobby, qui devient un flan à la gélatine. Stupéfaites, Mavis et Ericka confrontent Van Helsing après avoir appris l'endroit où se trouvent Dracula et Johnny dans les actualités. Le professeur les met en garde contre les effets du rayon, craignant que les humains qui deviennent des monstres continuent de muter et de devenir plus hostiles au fil du temps. Dans cet esprit, Mavis, la capitaine, le professeur et les cinq amis de Dracula, se dirigent vers le Brésil pour trouver le comte et Johnny.
En voyageant dans la jungle sud-américaine, Dracula endure des souffrances sous sa forme humaine contrairement à Johnny. Lorsqu’ils campent pour la nuit, 
Jonhnny montre à Drac le côté positif dans le désastre en comparant avec un marshmallow. Le comte s'excuse auprès de Johnny en comprenant qu’il n’est pas aussi incapable qu'il le pensait, et avoue qu'il a menti sur la loi immobilière monstre, qui n'existe pas. À ce moment-là, Mavis et ses huit compagnons les trouvent. Mais les retrouvailles dégénèrent en dispute quand les nouveaux venus apprennent le mensonge du comte. Cela pousse Johnny, bouleversé et fou de rage, à croire que Dracula ne le considère pas comme un membre de la famille et à muter davantage avant de s'enfuir.
Mavis ramène Johnny de force tandis que Dracula et le reste du groupe vont à la grotte de la réflexion. Ensemble, ils trouvent enfin le cristal. Mais quand ils essayent de ramener Johnny à la normale, cela ne fonctionne pas car il est trop frénétique. Désespéré que son gendre perde son âme et sa personnalité, Dracula se repent auprès de lui et de Mavis en rappelant à Johnny leur relation amicale. Il remarque que dans les mœurs et les coutumes, plus rien ne différencie les humains et les monstres. Le comte reconnaît enfin son gendre comme membre de la famille. Cela ramène Johnny à la raison, et il retrouve forme humaine.
Dracula et ses amis étant redevenus des monstres, bien que certains comme Frankenstein (qui adorait son corps de rêve) et Wayne le loup-garou (parce qu’il n’était pas le souffre douleurs de ses enfants quand il était humain) regrettent de ne pas pouvoir rester humains. Ils rentrent en Transylvanie. Mais l'hôtel a été complètement dévasté, le personnel et les clients ont été chassés par Gigi, le cochon d'Inde du professeur Van Helsing, oublié au laboratoire et devenu un monstre. Après avoir fait revenir Gigi de force à la normale, le comte est dévasté. Consolé par sa famille et ses amis, il démissionne et laisse Mavis et Johnny hériter de l'hôtel et le reconstruire à leur goût.
Un an plus tard, Mavis et Johnny montrent au comte Dracula, désormais à la retraite chez son épouse la capitaine Ericka, l'hôtel Transylvanie reconstruit sur de nouvelles bases.

## Fiche technique
Sauf indication contraire, les informations mentionnées dans cette section peuvent être confirmées par les bases de données cinématographiques IMDb et Allociné,  présentes dans la section « Liens externes ».
- Titre original : Hotel Transylvania: Transformania
- Titre français : Hôtel Transylvanie : Changements monstres
- Titre québécois : Hôtel Transylvanie : Transformanie
- Réalisation : Derek Drymon et Jennifer Kluska
- Scénario : Amos Vernon, Nunzio Randazzo et Genndy Tartakovsky, d'après une histoire originale de Genndy Tartakovsky
- Musique : Mark Mothersbaugh
- Production : Alice Dewey Goldstone
  - Production déléguée : Michelle Murdocca, Genndy Tartakovsky
- Sociétés de distribution : Sony Pictures Releasing France
- Pays de production :  États-Unis
- Langue originale : anglais
- Genre : animation, comédie horrifique et fantastique
- Dates de sortie :
  - Monde : 14 janvier 2022 (en vidéo à la demande sur Amazon Prime)

## Distribution

### Voix originales
- Brian Hull : Dracula (dit « Drac »)
- Selena Gomez : Mavis, la fille de Dracula
- Andy Samberg : Johnny « Johnny » Loughran
- Asher Blinkoff : Dennis
- Brad Abrell : le monstre de Frankenstein (dit « Frank »)
- Kathryn Hahn : Ericka van Helsing
- Keegan-Michael Key : Murray, la momie
- Steve Buscemi : Wayne, le loup-garou
- Jim Gaffigan : Abraham Van Helsing
- Zoe Berri : Winnie
- David Spade : Griffin, l'homme invisible
- Genndy Tartakovsky : Blobby
- Molly Shannon : Wanda

### Voix françaises
- Serge Faliu : Dracula
- Diane Dassigny : Mavis
- Gauthier Battoue : Jonathan dit Johnny
- Xavier Fagnon : le monstre de Frankenstein (dit « Frank »)
- Guillaume Lebon : Wayne, le loup-garou
- Daniel Lobé : Murray, la momie
- William Coryn : Griffin, l'homme invisible
- Mélody Dubos : Ericka van Helsing
- José Luccioni : Abraham van Helsing
- Simon Faliu : Dennis
- Victoire Pauwels : Winnie
- Laura Zichy : Eunice, la femme du monstre de Frankenstein
- Catherine Davenier : Wanda

### Voix québécoises
- Alain Zouvi : Dracula
- Geneviève Déry : Mavis
- Gabriel Lessard : Johnny
- Patrick Chouinard : le monstre de Frankenstein (dit « Frank »)
- Sébastien Dhavernas : Wayne
- François L'Écuyer : Murray
- Éveline Gélinas : Ericka
- François Sasseville : Griffin, l'homme invisible
- Frédéric Désager : Abraham Van Helsing
- Élia St-Pierre : Winnie
- Laurent Lemaire : Dennis
- Hugolin Chevrette-Landesque : Les Gremlins
- Nadia Paradis : Wanda

Sources et légendes : Version québécoise (V. Q.) sur Doublage Québec

## Sortie
Hôtel Transylvanie : Changements Monstres devait initialement sortir en salles le 1er octobre 2021. En février 2019, le film devait sortir le 22 décembre 2021. En avril 2020, la date de sortie du film est avancée de quatre mois au 6 août 2021. En avril 2021, le film a été repoussé à nouveau au 23 juillet 2021. En juin 2021, le film a été reporté au 1er octobre 2021, en raison de la pandémie de COVID-19. En août 2021, Sony a annulé la sortie cinéma du film et était en discussion pour vendre les droits de distribution à un service de streaming, en réponse à l'augmentation des cas de la variante SARS-CoV-2 Delta aux États-Unis. Le 16 août 2021, Amazon a acquis les droits de distribution du film pour 100 millions de dollars auprès de Sony Pictures Animation et le sortira exclusivement sur Amazon Prime Video dans le monde entier, à l'exception de la Chine, où le film sortira en salles à une date indéterminée.